# Primera División 1943 (Chili)

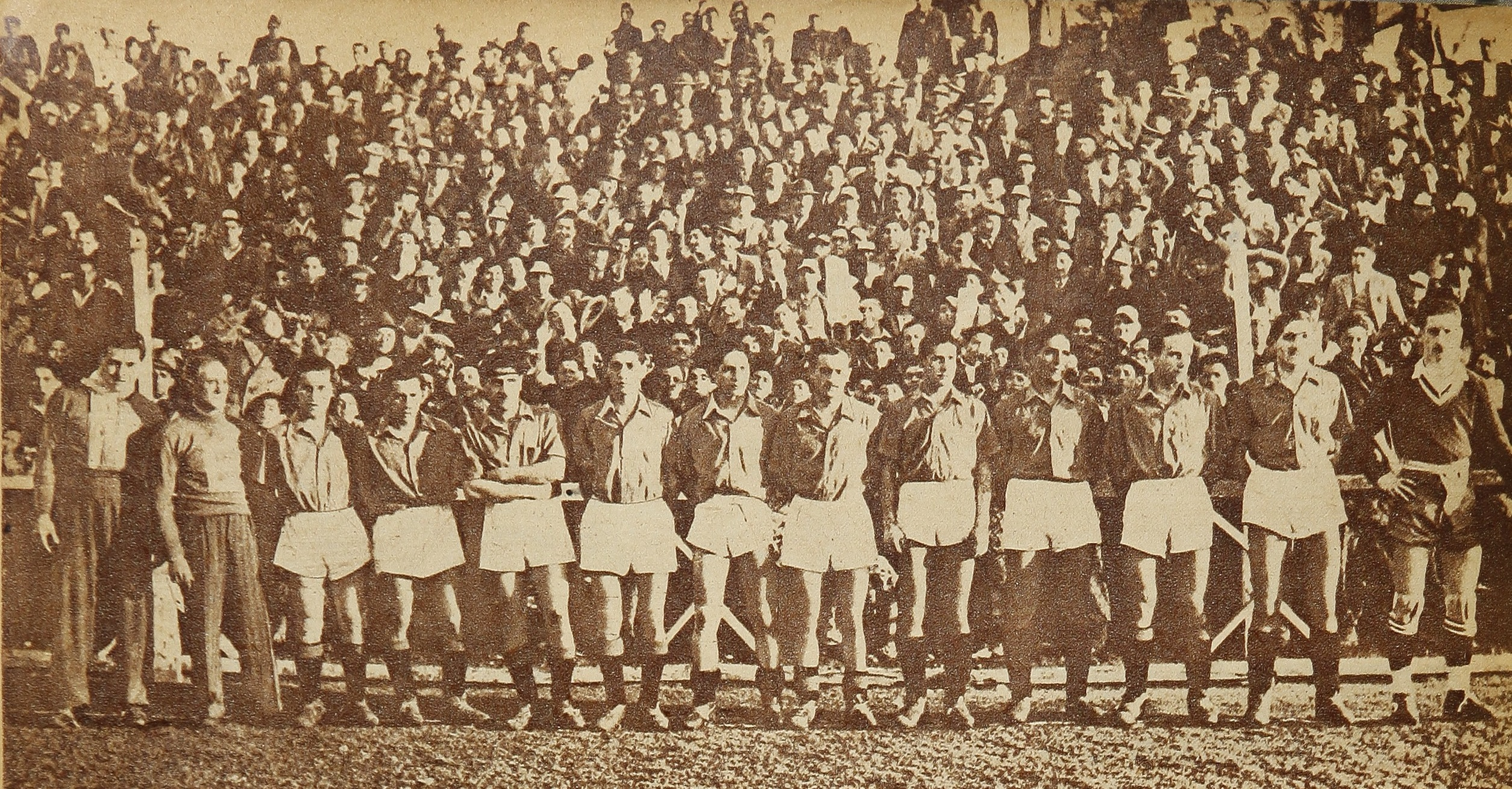
Kampioensteam van Unión Española, 1943

In 1943 werd het elfde seizoen gespeeld van de Primera División, de hoogste voetbalklasse van Chili. Unión Española werd kampioen. 

## Eindstand
| Plaats | Club                 | Wed. | W  | G | V  | Saldo | Ptn. |
| ------ | -------------------- | ---- | -- | - | -- | ----- | ---- |
| 1      | Unión Española       | 18   | 9  | 8 | 1  | 39:26 | 26   |
| 2      | Colo-Colo            | 18   | 10 | 4 | 4  | 51:26 | 24   |
| 3      | Magallanes           | 18   | 10 | 4 | 4  | 47:29 | 24   |
| 4      | Green Cross          | 18   | 9  | 1 | 8  | 51:51 | 19   |
| 5      | Universidad Católica | 18   | 7  | 5 | 6  | 37:41 | 19   |
| 6      | Santiago Morning     | 18   | 7  | 3 | 8  | 45:51 | 17   |
| 7      | Badminton            | 18   | 6  | 4 | 8  | 36:39 | 16   |
| 8      | Universidad de Chile | 18   | 4  | 7 | 7  | 24:34 | 15   |
| 9      | Audax Italiano       | 18   | 4  | 6 | 8  | 29:35 | 14   |
| 10     | Santiago National    | 18   | 2  | 2 | 14 | 28:55 | 6    |

|  | Kampioen |